# Theodor Oberländer
Theodor Erich Ernst Emil Otto Oberländer, né le 1er mai 1905 à Meiningen et mort le 4 mai 1998 à Bonn, est un ingénieur agronome, universitaire et homme politique allemand.

## Biographie

### L'entre-deux-guerres
A 18 ans, il prend part à la tentative de putsch d'Hitler à Munich en 1923. Il n'adhère au parti nazi qu'en 1933, après l'arrivée au pouvoir d'Hitler. Il devient un cadre local de la Sturmabteilung (SA).
Docteur en sciences agricoles (1929) de l'Université de Berlin et docteur en économie de l'Université de Königsberg (1930), c'est un spécialiste des questions agraires et de l'Europe orientale, en relation avec  les recherches sur l'Est. Il est assistant à l'Institut de l'économie de l'Europe de l'Est de l'Université de Königsberg en Prusse-Orientale à partir de 1931 puis son directeur à partir de 1933.
Le journaliste et historien allemand Götz Aly le classe parmi les intellectuels nazis qui ont pensé avant son exécution la politique nazie de liquidation des populations à l'Est, juives notamment, dans la mesure où il préconise une extension de la civilisation germanique à l'Est au détriment des Slaves et des Juifs car l'Allemagne est selon lui surpeuplée. Il préside en tout cas le Bund deutscher Osten (Ligue de l'Est allemand, BDO) à partir de 1934, dirige en Prusse-Orientale le Verein für das Deutschtum im Ausland (société pour la promotion de la germanité à l'étranger, VDA), devient le conseiller du gauleiter de Prusse-Orientale Erich Koch.
Il est toutefois écarté du BDO en 1937 car il s'est exprimé contre la radicalisation des projets nazis à l'Est. Il doit quitter également l'Université de Königsberg et le VDA. Il enseigne ensuite à l'Université de Greifswald, en Poméranie.

### Seconde Guerre mondiale
Il enseigne en 1940 à l'Université de Prague, dans le Protectorat de Bohême-Moravie conquis par l'Allemagne en 1939.
L'historien français Alfred Wahl note que son parcours comporte des zones d'ombre pour la période 1941-1942, durant laquelle il est mobilisé comme officier subalterne sur le front de l'Est, à la suite de l'opération Barbarossa qui marqua l'invasion de l'URSS en juin 1941 par les Allemands. Sous les auspices de l'Abwehr, il est chargé de mettre en place en 1941 deux unités spéciales de la Wehrmacht, composées de Slaves, le bataillon Nachtigall, composé en majorité de nationalistes ukrainiens, puis le Sonderverband Bergmann. Les historiens ne sont pas d'accord sur son rôle exact dans les crimes commis par ces unités, notamment les massacres de Polonais et de Juifs à Lwów (Lemberg en allemand) durant l'été 1941. Alfred Wahl souligne que le biographe allemand d'Oberländer est indulgent et le disculpe, contrairement à Aly. Philipp-Christian Wachs, biographe d'Oberländer, démontre que ce dernier a contesté la violence inhumaine des nazis contre les peuples slaves, ce qui lui valut sa disgrâce et son retour à l'université, à Prague en 1943. En mars 1945, il s'engage à nouveau et sert comme officier de liaison dans l'Armée Vlassov.
En France, Theodor Oberländer aurait été le principal responsable nazi des tueries de Saint-Nazaire-en-Royans (Drôme) de juillet et août 1944 : 46 personnes ont été fusillées dans la cour du château de cette localité.
Théodor Oberländer se rend aux Américains en avril 1945.

### Ministre de la RFA
Théodor Oberländer adhère à la fin des années 1940 au Bloc des réfugiés, devient chef de ce parti en Bavière jusqu'en 1953 puis son dirigeant national avant de rejoindre en 1955 la CDU, le parti du chancelier Konrad Adenauer. Il est secrétaire d'État pour la question des réfugiés du Land de Bavière à partir de 1950 puis ministre fédéral des expulsés, des réfugiés et des blessés de guerre de 1953 à 1960, dans des gouvernements dirigés par Adenauer en Allemagne de l'Ouest (RFA). Il est membre du Bundestag de 1953 à 1961 et de 1963 à 1965.
Les attaques à propos de son passé commencent en RDA en 1954. Son passé nazi est dévoilé à partir de 1957 en Bavière. En septembre 1959, la presse soviétique et est-allemande révèle son passé nazi, ses écrits et ses actes, et l'accuse surtout d'avoir commis des crimes à la tête du bataillon Nachtigall en 1941 à Lemberg (Lviv). Une agence de presse polonaise apporte des témoignages tandis que la commission spéciale soviétique d'enquête sur les crimes de guerre lui impute des crimes de guerre et des crimes contre l'humanité en 1960. Un procès mené à Berlin-Est par la RDA le condamne par contumace à la prison à vie en avril 1960,,,,,,. Quoique cela participe d'une campagne de la RDA visant à déstabiliser la RFA, des périodiques ouest-allemands comme Der Spiegel et Die Zeit évoquent aussi son passé et il est mis en cause par l'association allemande des victimes du nazisme et par des parlementaires de la CDU et du SPD qui demandent son retrait. Il se défend à La Haye, devant une commission de personnalités, réunies à sa demande
,. Adenauer le défend timidement, reconnaissant qu'il a été « brun et même très brun ». Oberländer démissionne le 3 mai 1960 de sa fonction de ministre après avoir résisté un temps aux pressions de ses adversaires et de ses alliés politiques,,,.

### Militant anticommuniste
Anticommuniste convaincu et radical, il est inséré dans les années 1960 et 1970 dans plusieurs réseaux transnationaux combattant le communisme. En 1965, à New York, il donne un discours devant des membres américains du Bloc des nations anti-bolchéviques (ABN), une organisation nationaliste et anticommuniste qui rassemble des émigrés issus de peuples non-russes de l'URSS et d'autres pays communistes du Bloc de l'Est, dirigée depuis Munich par l'Ukrainien réfugié en RFA Iaroslav Stetsko. En mars 1966, il participe à Lisbonne au 6e congrès d'une organisation transnationale qui lutte contre le communisme athée, le Comité international de défense de la civilisation chrétienne (CIDCC), alors présidé par l'Espagnol José Solís Ruiz et qui a comme président d'honneur l'ancien chancelier Adenauer, aux côtés d'autres Allemands comme le ministre CDU Bruno Heck ou Hermann Pünder (Politiker) (de) (président de la branche ouest-allemande de cette organisation), de représentants d'autres pays européens (parmi lesquels les Français Antoine Pinay et Marie-Hélène Cardot) mais aussi américains. Il assiste la même année, en novembre, à la 12e conférence de la Ligue anticommuniste des peuples d’Asie (Asian Peoples' Anti-Communist League ou APACL) à Séoul, qui voit la fondation de la Ligue anticommuniste mondiale (World Anti-Communist League/WACL). Il prend part par la suite aux congrès de la WACL qui ont lieu dans diverses métropoles mondiales et préside son chapitre ouest-allemand, est membre un temps du comité exécutif du Conseil européen de la liberté ou European freedom council (EFC), animé notamment par Iaroslav Stetsko - qu'il a côtoyé à Lisbonne et à Séoul en 1966 -, fondé en 1967 et lié à la WACL, et est vice-président du WACL Council for Europe, fondé en 1979.
Contesté du fait de son passé nazi, il gagne tous ses procès contre ses adversaires jusqu'à sa mort.